# 神長英一
神長 英一（かみなが ひでいち、1960年6月24日 - ）は、群馬県桐生市出身の元社会人野球指導者、元大学野球指導者。

## 経歴
作新学院高時代、第49回選抜高等学校野球大会及び第60回全国高等学校野球選手権大会に出場。3年次には主将を務める。
1979年に高校卒業後、法政大学経済学部へ進学。東京六大学野球連盟に加盟する同校野球部では3度のリーグ優勝を経験。4年次の1982年春季リーグで完全優勝を果たし、神長も遊撃手としてベストナインに選出された。続く全日本大学野球選手権大会でも決勝で東洋大学を下し優勝を果たした。大学時代の同期に田中富生、木戸克彦、西田真二、手嶋浩、1年上に中葉伸二郎、川端順と池田親興両投手、1年下に小早川毅彦、銚子利夫、飯田孝雄、和田護・樽井徹両投手らがいる。82年の日米大学野球日本代表に選ばれ、法政からは神長と共に田中・木戸・西田、小早川・銚子、2年下の伊吹淳一（85年卒）らが選ばれた。
1983年に大学卒業後、社会人野球の日本通運に入団。1年目の1983年の都市対抗野球ではベスト4進出に貢献。1988年限りで現役を引退した。
引退後は日本通運に残り、1992年までマネージャー、1993年から1996年までコーチを歴任し、2001年より監督に就任した。監督就任初年度の都市対抗野球でチームをベスト4に導き、2010年まで監督として10年連続で同大会にチームを出場させるなど手腕を発揮する。2010年の都市対抗野球では10年連続出場監督として表彰を受けた。同年限りで日本通運の監督を勇退した。
翌2011年1月より、母校の法政大学野球部コーチに就任。翌2012年1月より助監督、翌2013年4月5日に金光興二監督の退任を受け監督代行に就任し、同年4月8日に正式に監督に就任した。
同13年春季リーグは終盤まで明治大学と優勝を争い2位となったものの、同13年秋季から2014年秋季まで3季連続5位とチームは低迷。同14年秋季リーグ戦終了後、成績不振の責任を取り監督を辞任。後任監督には助監督を務めていた青木久典（元富士大学監督）が就任した。

## 主な教え子
- 本柳和也：投手（2001年オリックス・ブルーウェーブドラフト9位）
- 武田久：投手（2002年日本ハムファイターズドラフト4位）
- 小川将俊：捕手（2003年中日ドラゴンズドラフト8位）
- 川井進：投手（2004年中日ドラフト4位）
- 金剛弘樹：投手（2004年中日ドラフト9位）
- 古谷拓哉：投手（2005年千葉ロッテマリーンズドラフト5位）
- 下窪陽介：外野手（2006年横浜ベイスターズドラフト5位）
- 野本圭：外野手（2008年中日ドラフト1位）
- 阿南徹：投手（2009年オリックスドラフト5位）
- 牧田和久：投手（2010年埼玉西武ライオンズドラフト2位）